# كويلان سالكيلد
كويلان سالكيلد (بالإنجليزية: Quillan Salkilld؛ مواليد 28 ديسمبر 1999) هو مُقاتل فنون قتالية مختلطة أسترالي.

## وصلات خارجية
- كويلان سالكيلد على موقع يو إف سي (الإنجليزية)